# Ваља Арини (Њамц)
Ваља Арини (рум. Valea Arini) насеље је у Румунији у округу Њамц у општини Балцатешти. Oпштина се налази на надморској висини од 478 m.

## Становништво
Према подацима из 2002. године у насељу је живело 645 становника, од којих су сви румунске националности.